# Jusshoku teiri
Jusshoku teiri (十色定理?) è il quindicesimo album della rock band visual kei giapponese Plastic Tree. È stato pubblicato il 25 marzo 2020 dall'etichetta major Victor Entertainment.

## Tracce
Dopo il titolo è indicata fra parentesi "()" la grafia originale del titolo.
1. Amanojaku (あまのじゃく?) – 7:13 (Tadashi Hasegawa)
2. Medusa (メデューサ?) – 4:41 (Akira Nakayama)
3. Senzō (潜像?) – 4:18 (Ryūtarō Arimura, Tadashi Hasegawa)
4. C.C.C. (C.C.C.?) – 3:47 (Ryūtarō Arimura)
5. remain (remain?) – 4:19 (Kenken Satō)
6. Swing Noire (スウィング・ノワール?) – 4:37 (Tadashi Hasegawa)
7. Inside Out (インサイドアウト?) – 4:22 (Ryūtarō Arimura, Tadashi Hasegawa)
8. Light.Gentle.and Soul. (Light.Gentle.and Soul.?) – 4:49 (Akira Nakayama)
9. Tsuki ni negai wo (月に願いを?) – 5:48 (Kenken Satō)
10. Endroll. (エンドロール。?) – 4:56 (Ryūtarō Arimura)

## Formazione
- Ryūtarō Arimura - voce e seconda chitarra
- Akira Nakayama - chitarra, cori, PC
- Tadashi Hasegawa - basso e cori
- Kenken Satō - batteria